# Hosszútávúszás a 2011-es úszó-világbajnokságon
A 2011-es úszó-világbajnokságon a hosszútávúszás versenyeket július 19. és július 23. között rendezték meg. A versenyeket Sanghaj egyik tengerparti negyedében bonyolították le.

## Versenyek, időpontok
| Dátum                      | Esemény     |
| -------------------------- | ----------- |
| Kedd, 2011. július 19.     | Női 10 km   |
| Szerda, 2011. július 20.   | Férfi 10 km |
| Csütörtök, 2011. július 21 | Csapat 5 km |
| Péntek, 2011. július 22.   | Női 5 km    |
| Péntek, 2011. július 22.   | Férfi 5 km  |
| Szombat, 2011. július 23.  | Férfi 25 km |
| Szombat, 2011. július 23.  | Női 25 km   |

## Éremtáblázat
|          | Nemzet                    | Arany | Ezüst | Bronz | Összesen |
| 1        | Németország               | 1     | 2     | 1     | 4        |
| 2        | Görögország               | 1     | 1     | 1     | 3        |
| 3        | Amerikai Egyesült Államok | 1     | 0     | 1     | 2        |
| 4        | Brazília                  | 1     | 0     | 0     | 1        |
| 4        | Bulgária                  | 1     | 0     | 0     | 1        |
| 4        | Egyesült Királyság        | 1     | 0     | 0     | 1        |
| 4        | Svájc                     | 1     | 0     | 0     | 1        |
| 8        | Oroszország               | 0     | 1     | 2     | 3        |
| 9        | Olaszország               | 0     | 1     | 1     | 2        |
| 10       | Ausztrália                | 0     | 1     | 0     | 1        |
| 10       | Franciaország             | 0     | 1     | 0     | 1        |
| 12       | Magyarország              | 0     | 0     | 1     | 1        |
| Összesen | Összesen                  | 7     | 7     | 7     | 21       |

## Versenyszámok

### Férfiak
| Versenyszám | Arany                     | Arany     | Ezüst                     | Ezüst     | Bronz                   | Bronz     |
| ----------- | ------------------------- | --------- | ------------------------- | --------- | ----------------------- | --------- |
| 5 km        | Thomas Lurz (GER)         | 56:16.2   | Spyridon Gianniotis (GRE) | 56:17.4   | Jevgenyij Dratcev (RUS) | 56:18.5   |
| 10 km       | Spyridon Gianniotis (GRE) | 1:54:24.7 | Thomas Lurz (GER)         | 1:54:27.2 | Sergey Bolshakov (RUS)  | 1:54:31.8 |
| 25 km       | Petar Sztojcsev (BUL)     | 5:10:39.8 | Vlagyimir Gyacsin (RUS)   | 5:11:15.6 | Gercsák Csaba (HUN)     | 5:11:18.1 |

### Nők
| Versenyszám | Arany                   | Arany     | Ezüst                  | Ezüst     | Bronz                   | Bronz     |
| ----------- | ----------------------- | --------- | ---------------------- | --------- | ----------------------- | --------- |
| 5 km        | Swann Oberson (SUI)     | 1:00:39.7 | Aurelie Muller (FRA)   | 1:00:40.1 | Ashley Twichell (USA)   | 1:00:40.2 |
| 10 km       | Keri-Anne Payne (GBR)   | 2:01:58.1 | Martina Grimaldi (ITA) | 2:01:59.9 | Marianna Lymperta (GRE) | 2:02:01.8 |
| 25 km       | Ana Marcela Cunha (BRA) | 5:29:22.9 | Angela Maurer (GER)    | 5:29:25.0 | Alice Franco (ITA)      | 5:29:30.8 |

### Csapat
| Versenyszám | Arany                                              | Arany   | Ezüst                                            | Ezüst   | Bronz                                               | Bronz   |
| ----------- | -------------------------------------------------- | ------- | ------------------------------------------------ | ------- | --------------------------------------------------- | ------- |
| Csapat      | USA · Andrew Gemmell · Sean Ryan · Ashley Twichell | 57:00.6 | AUS · Melissa Gorman · Rhys Mainstone · Ky Hurst | 57:01.8 | GER · Jan Wolfgarten · Thomas Lurz · Isabelle Härle | 57:44.2 |